# Cracu Lung
Cracu Lung – wieś w Rumunii, w okręgu Mehedinți, w gminie Ilovăț. W 2011 roku liczyła 66 mieszkańców.